# Barry Pearson
Pour les articles homonymes, voir Pearson.
(en) Statistiques sur pro-football-reference
Barry Lynn Pearson, né le 4 février 1950 à Geneseo (Illinois), est un joueur américain de football américain ayant évolué au poste de wide receiver pour les Steelers de Pittsburgh et les Chiefs de Kansas City entre 1972 et 1976. Non sélectionné lors de la draft, il est recruté par les Steelers. L'action désignée comme l'Immaculate Reception est censée être une passe pour lui mais Terry Bradshaw change le jeu pour viser John Fuqua.